# Amphelictus scabrosus
Amphelictus scabrosus là một loài bọ cánh cứng trong họ Cerambycidae.